# Kenya Hara
Kenya Hara (Tokyo, 11 giugno 1958) è un designer giapponese.
Laureato nel 1983 presso l'Università d’arte di Musashino con un master in design nel 1991 ha fondato il suo studio: Hara Design Institute.
Dal 2002 è stato il direttore artistico di Muji è l’attuale presidente del progetto.
Per Hara il proogetto di design è un atto di "sottrazione" e la funzionalità dei prodotti non può prescindere dalla sostenibilità. Tra i suoi più importanti lavori vanno ricordati la collaborazione alle cerimonie di apertura e di chiusura delle Olimpiadi invernali di Nagano nel 1998, il progetto di promozione di Expo Aichi del 2005 e il restyling del negozio della catena Matsuya a Ginza. Autore del restyling del logo della società cinese Xiaomi nel 2021. Ha curato numerose mostre di design tra le quali vanno ricordate "Re-Design. Daily products of the 21st century" del 2000, "Haptic. Awakening the senses" del 2004 e la mostra itinerante Designing design inaugurata a Pechino nel 2011. Inoltre è autore di numerosi libri sul design come "Whites" e "Designing Design".